# Andreï Kirilenko (basket-ball)
Pour les articles homonymes, voir Andreï Kirilenko, Kirilenko et AK-47 (homonymie).
Andreï Guennadievitch Kirilenko (en russe : Андрей Геннадьевич Кириленко ; surnommé AK-47), né le 18 février 1981 à Ijevsk, est un joueur de basket-ball russe, évoluant aux postes d'ailier et d'ailier fort. Il mesure 2,06 m et pèse environ 103 kg.
Kirilenko est sélectionné en 1999 au premier tour de la draft de la NBA par le Jazz de l'Utah. Il est également l'un des joueurs majeurs de la sélection de Russie, obtenant avec celle-ci un titre européen, lors du Championnat d'Europe 2007 et une médaille de bronze lors de l'édition de 2011, et une médaille de bronze lors des Jeux olympiques de 2012 à Londres.

## Biographie

### Vie personnelle
Il est le père de Fedya. Sa femme Macha a sorti un disque en Russie.

### Adolescence et débuts dans le basket-ball
À l'âge de 7 ans, l'entraîneur de basket-ball Alexeï Vladimirovitch Vassiliev visite l'école d'Andreï et lui propose de commencer le basket-ball. En 1991, il est transféré dans une école sportive réputée de Saint-Pétersbourg. En 1995, il remporte le championnat de Russie de sa catégorie d'âge avec son équipe de Saint-Pétersbourg. Un an plus tard il remporte le même titre mais dans la catégorie supérieure (nés en 1980). En septembre 1996 il est transféré dans la réserve Olympic de l'école numéro 1 à Saint-Pétersbourg. Un peu plus de 4 mois plus tard, à l'âge de 15 ans, il devient le plus jeune joueur à jouer dans la SuperLigue de Russie. Dans une victoire de son équipe contre le Spartak Saint-Pétersbourg, il marque 3 points. Il ne jouera que 3 matchs parmi les professionnels cette saison. 
En mai 1997, il est désigné meilleur joueur de l'Adidas ABC All-Star Camp de Moscou (parmi les joueurs nés en 1980 et 1981). Il remporte aussi le concours de dunk pour lequel Kareem Abdul-Jabbar, le plus grand marqueur dans l'histoire de la NBA, était juge. Ce jour-là, l'entraîneur Stanislav Eremine lui propose pour la première fois de jouer pour le CSKA Moscou, mais il effectue une saison supplémentaire au Spartak.
Au cours de cette saison 1997-1998, il joue 41 matchs avec des moyennes de 11,9 points et 4,6 rebonds et intègre rapidement le cinq majeur de l'équipe. Ayant confirmé le talent précoce qu'avait deviné Eremine un an plus tôt, il est ensuite transféré vers le CSKA Moscou.

### Arrivée au CSKA Moscou
En avril 1999, il joue pour la première fois dans le match des étoiles du championnat russe (à l'âge record de 18 ans et 10 mois), pour l'équipe de l'Ouest qui l'emporte par 31 points. Il marqua alors 12 points mais dans la même journée il remporta le concours de dunk en obtenant la meilleure note de l'histoire de la ligue : 50/50. En mai 1999 son équipe, le CSKA Moscou, remporte le championnat de la ligue.
Le 16 avril 2000, il remporte avec Moscou le premier titre de la nouvelle Ligue nord européenne de basket-ball, en battant Lietuvos Rytas en finale. Il marque 18 points lors de ce match. Il est de nouveau sélectionné au All-star game russe en avril 2000, avant de remporter un second titre consécutif de champion de Russie. Le magazine russe Sport-Express le nomme MVP du championnat, ainsi que membre du meilleur cinq de défenseurs. Il n'a alors que 19 ans.
Plutôt que de rejoindre la NBA, AK préfère prolonger d'un an son contrat, avec l'objectif de gagner le titre d'Euroligue (ou plutôt la Suproligue cette année-là, en raison du conflit entre l'ULEB et la FIBA Europe). Ses meilleures performances seront de 29 points contre KK Split (15 mars 2001), et de 17 rebonds contre l'ASVEL. Ce match qualifie le CSKA pour la finale à quatre de Paris, mais les Russes perdent leurs deux matches, contre le Maccabi Tel-Aviv (80-86 avec 23 points de Kirilenko, meilleur marqueur de la rencontre), puis contre Efes Pilsen Istanbul dans le match pour la troisième place (85-91).
En mai 2001, l'hebdomadaire français Basket News élit Andreï Kirilenko meilleur joueur européen.

### Carrière en NBA

#### Draft
À son arrivée dans la NBA il est remarqué pour sa ressemblance avec le personnage d'Ivan Drago dans Rocky 4 (bien que bien plus filiforme que l'acteur Dolph Lundgren qui interprétait le rôle).
Il choisit le numéro 47 en arrivant chez le Jazz en 2001 : il choisit ce numéro pour se faire appeler AK-47 (ses initiales AK et son numéro 47).
Andreï Kirilenko est devenu le plus jeune Européen à être drafté par la NBA (18 ans, 4 mois et 12 jours), cependant il accomplit deux saisons supplémentaires au CSKA avant de rejoindre le Jazz de l'Utah à l'été 2001.

#### L'aventure à Salt Lake City (2001-2011)

Kirilenko avec le Jazz de l'Utah en 2006.

Lors de sa première saison, il s'impose déjà dans l'équipe de Salt Lake City en jouant les 82 matches, dont 40 dans le cinq majeur. Il obtient encore la reconnaissance en étant sélectionné pour le match des rookies du All-Star Game 2002.
Il est tout de suite remarqué pour ses capacités défensives : ses interceptions et ses contres spectaculaires. Ses qualités défensives lui permettent d'obtenir son premier titre de meilleur joueur de la semaine lors de la saison 2003-2004 : il présente des moyennes de 18,5 points, 7,5 rebonds, 2,3 passes, 1,5 interception et 3 contres lors d'une série de quatre matches où le Jazz termine avec un bilan de trois victoires pour une défaite. Il obtient un autre titre de meilleur joueur de la semaine lors de la même saison avec une série de trois victoires où il cumule 25,0 points, 10,7 rebonds, 3,0 contres et 1,67 interception. En carrière il a une moyenne de 12,4 points par match, 5,6 rebonds, 2,8 passes, 1,4 interception et 2 contres après la saison 2010-2011. Cette dernière moyenne le classe parmi les cinquante meilleurs contreurs de l'histoire à la moyenne (vingt-et-unième en avril 2012). Il est élu dans le second cinq défensif en 2004 et 2005, puis dans le premier cinq défensif en 2006 et participe au All-Star Game 2004 en tant que remplaçant.
Son équipe du Jazz de l'Utah est éliminée au premier tour des playoffs lors de ses deux premières saisons.
Après le départ de Karl Malone et John Stockton, Kirilenko devient un joueur majeur du Jazz, mais il n'arrive pas à les qualifier pour les playoffs.
Il ne rejoue la post-season qu'en 2007, malgré des résultats personnels en baisse à tous les niveaux statistiques il atteint la finale de conférence mais le Jazz est battu par les Spurs de San Antonio. Kirilenko garde un temps de jeu important mais son impact est surtout défensif.

### Retour au CSKA Moscou pour le lock-out (2011-2012)
En octobre 2011, en raison du lock-out, il s'engage avec le CSKA Moscou. Son apport au sein de l'équipe est immédiat : il obtient deux titres de meilleur joueur de la journée, lors de la première et cinquième, et le titre de joueur du mois d'octobre. En novembre, il se casse le nez lors d'une rencontre de championnat russe ce qui le prive des cinq rencontres retour de la phase régulière de l'Euroligue. Le 31 décembre 2011, il annonce qu'il reste au CSKA Moscou jusqu'à la fin de la saison, malgré les sollicitations de nombreuses franchises NBA dont les Nets du New Jersey par l'intermédiaire de son compatriote Mikhaïl Prokhorov, propriétaire de la franchise. Il réalise sa moins bonne performance à l'évaluation (11) avec 10 points, 4 rebonds, 2 passes, 1 interception et 4 pertes de balle lors de la première défaite européenne de Moscou face à Galatasaray. Lors du quart de finale opposant Moscou à Bilbao, il termine à deux reprises meilleur joueur de la journée avec des évaluations de 31 et 29 respectivement lors des deuxième et quatrième rencontres.
En avril 2012, il est élu meilleur défenseur de la saison 2011-2012 en Euroligue. Ses statistiques sur l'ensemble de la saison, (14,2 points à 52 %, 7,3 rebonds, 2,5 passes, 2 contres, 1,7 interception en 29 minutes lui permettent de remporter le titre de meilleur joueur de la saison.

### Retour en NBA (2012-2015)
Le 27 juillet 2012, Kirilenko signe un contrat avec les Timberwolves du Minnesota. Il part ensuite aux Nets de Brooklyn puis aux 76ers de Philadelphie en février 2015 dans un échange.

### Second retour au CSKA (2015)
Kirilenko ne joue cependant pas aux 76ers et signe au CSKA Moscou jusqu'à la fin de la saison,. En avril, il est élu meilleur joueur de la 4e journée des quarts de finale de l'Euroligue, permettant au CSKA de se qualifier pour le Final Four aux dépens du Panathinaïkos.

### En équipe nationale russe

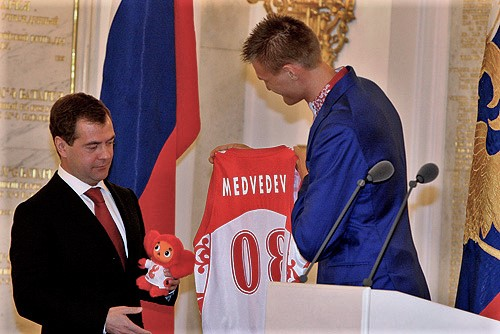
Kirilenko avec Dmitri Medvedev en 2008

En juillet 1997, Kirilenko est capitaine de l'équipe nationale junior de Russie et remporte la médaille d'argent perdant en finale contre les Yougoslaves. Il est nommé MVP du tournoi avec des statistiques de 19,5 points (et un excellent 62,5 % de réussite au tir), 10,2 rebonds, 3,8 passes et 3,9 interceptions par match. Il s'affiche déjà comme un joueur polyvalent aussi performant en attaque qu'en défense, ce qui est rare à cet âge.
En juillet 1998, il ne se classe avec l'équipe russe que cinquième au même championnat.
En 1999, il est pré-sélectionné, dans l'équipe sénior pour jouer au Championnat d'Europe (en France), mais n'est finalement pas retenu.
Il joue son premier match officiel avec l'équipe nationale lors des JO de Sydney contre la Yougoslavie, mais l'équipe est éliminée par le Canada (mené par Steve Nash) en quart de finale (86-83 après prolongation), et se classe huitième. Kirilenko est le meilleur intercepteur des jeux avec 2,1 interceptions par match.
Au championnat d'Europe de 2001, Kirilenko aide la Russie à se qualifier pour le championnat du monde d'Indianapolis en battant la France lors du match pour la cinquième place. Lors de celui-ci, il ne réussit pas à mener la Russie au-delà de la dixième place, disputant seulement trois rencontres pour des statistiques de 15 points, 7 rebonds et 4 passes par rencontres.
Au championnat d'Europe de 2003 en Suède, Kirilenko ne réussit pas à qualifier son équipe pour les JO d'Athènes. La Russie est en effet éliminée par une équipe de France rajeunie dès les quarts-de-finale, ce qui n’empêche pas Kirilenko d'être élu dans le meilleur cinq du championnat.
En 2005, la Russie ne fait pas mieux en Serbie-et-Monténégro (élimination en quart de finale par les futurs champions grecs), alors qu'Andreï Kirilenko réussit une nouvelle performance personnelle avec la deuxième évaluation statistique. Il termine avec des statistiques de 17,5 points, troisième de la compétition, 11,8 rebonds dont 3,5 offensifs, premier rang dans ces deux statistiques, 2,0 passes, 3,3 interceptions, premier rang, et 2,8 contres, également premier. Avec trois double-doubles, il est également le meilleur dans cette statistique. Il n'est pourtant pas élu dans le meilleur cinq, au profit de Boris Diaw.
En 2007, la Russie décroche contre toute attente l'or à l'Euro contre les hôtes espagnols. Kirilenko est élu MVP de la compétition. Ses statistiques sur ce tournoi sont de 18 points, 8,6 rebonds, 2,4 passes, 2,2 interceptions et 1,8 contre. Il se situe ainsi au premier rang des intercepteurs, deuxième des contres, troisième des rebonds et cinquième des marqueurs.
Lors des Jeux olympiques de Pékin en 2008, la Russie termine à la cinquième place de son groupe lors du premier tour avec un bilan de quatre défaites et une victoire. Kirilenko présente des statistiques de 15,8 points, 6,4 rebonds, 3,4 passes, 2,6 interceptions et 2,2 contres. Celles-ci le placent au dixième rang des marqueurs, deuxième pour sa sélection, neuvième des rebonds, de nouveau deuxième de l'équipe russe, et deuxième des interceptions - derrière Pablo Prigioni - et des contres derrière Hamed Haddadi.
Il retrouve ensuite la sélection russe en 2011 lors du championnat d'Europe disputé en Lituanie. Il contribue à la bonne prestation de son équipe qui termine avec un bilan de dix victoires et une seule défaite, face à la France en demi-finale, et l'obtention de la médaille de bronze face à la Macédoine. Il est particulièrement important lors de la compétition finale, réalisant un double-double (14 points, 11 rebonds) associé à 6 passes, 4 interceptions et 2 contres contre la Serbie en quart de finale, puis 21 points, 3 rebonds, 2 passes et 2 interceptions contre la France et 18 points, 7 rebonds, 2 passes contre la Macédoine. Il termine avec des statistiques de 14,9 points, 6,1 rebonds, 2,3 passes, 2,6 interceptions, 0,7 contre. Il termine dans le Top 10 du classement des marqueurs (huitième), et des interceptions où il termine premier.
En février 2013, Kirilenko annonce qu'il met un terme à sa carrière internationale.

### Après sa retraite sportive
Deux ans plus tard et après une dernière saison avec son club formateur du CSKA, il annonce sa retraite sportive le 23 mai 2015.
En août 2015, il est élu président de la Fédération russe de basket-ball, à l'unanimité.

## Clubs successifs
- 1996 - 1998 :  Spartak Saint-Pétersbourg
- 1998 - 2001 :  CSKA Moscou
- 2001 - 2011 :  Jazz de l'Utah
- 2011 - 2012 :  CSKA Moscou
- 2012 - 2013 :  Timberwolves du Minnesota
- 2013 - 2014 :  Nets de Brooklyn
- 2014 - 2015 :  76ers de Philadelphie
- 2015 - 2016 :  CSKA Moscou

## Palmarès

### En sélection nationale
- Jeux olympiques :
  -  Médaille de bronze aux Jeux olympiques 2012 de Londres
- Championnat d'Europe :
  -  Vainqueur du Championnat d'Europe de basket-ball 2007
  -  Médaille de bronze du Championnat d'Europe de basket-ball 2011

### En club
- Final Four de la Suproligue en 2001.
- Champion de Russie en 1998, 1999 et 2000.
- Vainqueur de la NEBL en 2000.

### Distinctions personnelles
En 2007, il est désigné MVP du championnat d'Europe 2007 dont il figure également dans le meilleur cinq aux côtés du Lituanien Ramūnas Šiškauskas (Lituanie), de l'Allemand Dirk Nowitzki et des Espagnols de José Manuel Calderón et Pau Gasol.
En février 2008, il est nommé par la FIBA Europe, meilleur basketteur européen de l'année FIBA Europe 2007.
En 2011, il figure de nouveau dans le meilleur cinq d'un championnat d'Europe : les autres membres de cette équipe sont les Espagnols Juan Carlos Navarro, MVP de la compétition, et Pau Gasol, le Français Tony Parker et le Macédonien Bo McCalebb.
Il est également récompensé lors de compétitions de club. Il obtient quatre titres de meilleur joueur de la journée lors de la saison 2011-2012 en Euroligue, et le titre de meilleur joueur du mois d'octobre. En avril 2012, il est également désigné meilleur défenseur de l'Euroligue. Le 15 mai, à l'occasion du Final Four d'Istanbul, il est désigné meilleur joueur de la saison, faisant également partie du meilleur cinq de la compétition, en compagnie de son coéquipier Nenad Krstić, de Dimítris Diamantídis du Panathinaïkos, de Vasílios Spanoúlis de l'Olympiakós et d'Erazem Lorbek de Barcelone.

### Records personnels sur une rencontre en NBA
Les records personnels d'Andreï Kirilenko, officiellement recensés par la NBA sont les suivants :
| Type statistique            | Saison régulière | Saison régulière       | Saison régulière | Playoffs | Playoffs                 | Playoffs      |
| Type statistique            | Record           | Adversaire             | Date             | Record   | Adversaire               | Date          |
| --------------------------- | ---------------- | ---------------------- | ---------------- | -------- | ------------------------ | ------------- |
| Points en un match          | 31               | @ Heat de Miami        | 17 février 2014  | 21       | 2 fois                   |               |
| Paniers marqués en un match | 11               | 3 fois                 |                  | 8        | 2 fois                   |               |
| Paniers tentés en un match  | 21               | SuperSonics de Seattle | 25 janvier 2006  | 18       | Warriors de Golden State | 9 mars 2007   |
| Paniers à 3 points réussis  | 5                | 2 fois                 |                  | 2        | Lakers de Los Angeles    | 16 mai 2008   |
| Paniers à 3 points tentés   | 9                | @ Heat de Miami        | 17 février 2004  | 4        | @ Kings de Sacramento    | 21 avril 2003 |
| Lancers francs réussis      | 16               | 2 fois                 | 3 février 2006   | 10       | @ Kings de Sacramento    | 21 avril 2003 |
| Lancers francs tentés       | 17               | 2 fois                 |                  | 12       | @ Kings de Sacramento    | 21 avril 2003 |
| Rebonds offensifs           | 8                | 2 fois                 |                  | 6        | Warriors de Golden State | 15 mars 2007  |
| Rebonds défensifs           | 13               | 2 fois                 |                  | 9        | Warriors de Golden State | 15 mars 2007  |
| Rebonds totaux              | 18               | Suns de Phoenix        | 21 mars 2006     | 15       | Warriors de Golden State | 15 mars 2007  |
| Passes décisives            | 11               | 4 fois                 |                  | 5        | 4 fois                   |               |
| Interceptions               | 8                | @ Rockets de Houston   | 3 décembre 2003  | 4        | 3 fois                   |               |
| Contres                     | 10               | Kings de Sacramento    | 25 mars 2006     | 7        | Warriors de Golden State | 7 mars 2007   |
| Balles perdues              | 7                | 3 fois                 |                  | 5        | 2 fois                   |               |
| Minutes jouées              | 50               | @ Rockets de Houston   | 27 décembre 2008 | 42       | @ Kings de Sacramento    | 23 avril 2002 |

- Double-double : 88 (dont 1 en playoffs) (au 14/05/2014)
- Triple-double : 3

Au total durant sa carrière en NBA, Kirilenko a disputé 797 rencontres, avec des moyennes de 11,8 points, 5,5 rebonds, 2,7 passes, 1,4 interception et 1,8 contre par match.